# Бартон, Джеймс
Джеймс Бартон (англ. James Barton), имя при рождении Джеймс Эдвард Бартон (англ. James Edward Barton; 1 ноября 1890 — 19 февраля 1962) — американский актёр эстрады, театра, кино и телевидения, карьера которого охватила период 1900—1960-х годов.
С 1919 по 1957 год Бартон сыграл в 12 бродвейских постановках, добившись наибольшего признания в спектакле «Табачная дорога» (1933—1941). Он также с успехом сыграл главные роли в бродвейских спектаклях «Продавец льда грядёт» (1946—1947) и «Золото Калифорнии» (1951—1952).
С 1935 по 1961 год Бартон снялся в 17 фильмах, преимущественно вестернах и музыкальных комедиях, среди которых «Ковбой с холмов» (1941) «Жёлтое небо» (1948), «Время твоей жизни» (1949), «Дочь Рози О’Грейди» (1950), «Шарф» (1951), «Жених возвращается» (1951), «Обнажённые холмы» (1956), «Куантес» (1957) и «Неприкаянные» (1961).
Бартон также известен как один из первых белых танцоров джаза в США.

## Ранние годы и начало карьеры
Джеймс Бартон родился 1 ноября 1890 года в Глостер-Сити, Нью-Джерси, в актёрской семье. Он дебютировал на сцене ещё в детстве, выступая вместе с отцом.
В 1898 году юный Джеймс начал играть в бродячих труппах и водевильных спектаклях. Он был одним из первых джазовых танцоров Америки. После многих лет гастролей и выступлений в провинции Бартон дождался своего часа, когда в 1919 году его взяли на Бродвей в ревю «Проходящее шоу 1919 года».

## Театральная карьера

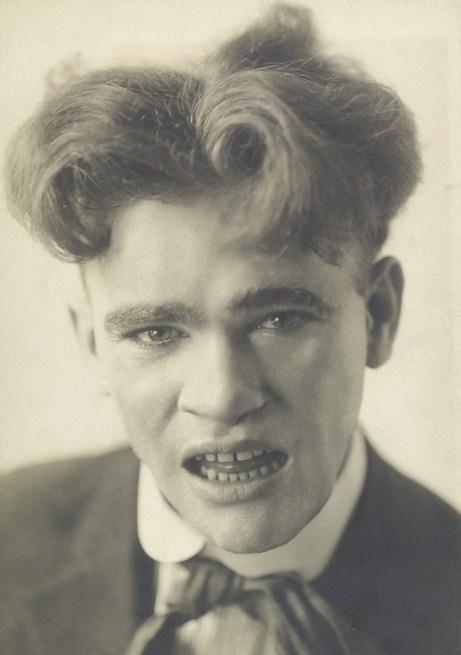
Джеймс Бартон в 1920-е годы

На протяжении 1920—1930 годов Бартон постоянно играл на Бродвее в опереттах «Большой вальс» (1921) и «Роза Стамбула» (1922), в музыкальной комедии «Гостиница „Капля росы“»(1923), и в ревю «Проходящее шоу 1924 года» (1924), «Без обмана» (1926) и «Сладкий и низкий» (1930). В этих шоу Бартон по большей части выступал как исполнитель комических песен и танцев, став известным благодаря своему пьяному номеру, который он продолжал периодически исполнять на протяжении всей своей карьеры.
Свою наиболее значимую роль на Бродвее Бартон сыграл в хитовой драме «Табачная дорога» (1933), поставленной по роману Эрскина Колдуэлла 1932 года. Спектакль впервые вышел в 1933 году, и главную роль Джигера Лестера, обездоленного фермера, обременённого многочисленными семейными проблемами, играл Генри Халл. Однако уже в 1934 году Халл ушёл из спектакля, и роль перешла к Бартону, который со временем стал «самым признанным Джитером». Он играл эту роль с перерывами пять лет, появившись более чем в 2 тысячах из 3100 представлений «Табачной дороги».
В 1943 году Бартон вернулся на Бродвей, сыграв главную роль в одной из неудавшихся попыток возродить умирающую форму музыкального ревю «Яркий огонь» (1943), однако спектакль закрылся после четырёх выступлений. В 1946 году Бартон получил небольшую роль в спектакле по пьесе Юджина О’Нила «Продавец льда грядёт» (1946—1947, 136 представлений). Однако вскоре после премьеры Бартона повысили до главной роли Бенджамина Хикмана (Хикки), которая, по оценкам критиков, стала самой лучшей драматической ролью актёра в его карьере.
В 1951 году после работы в Голливуде Бартон вернулся в Нью-Йорк, где на сцене добился очередного триумфа с мюзиклом «Золото Калифорнии (Раскрась свою повозку)» (1951—1952, 289 представлений). Бартон играл главную роль калифорнийского золотоискателя Бена Рамсона. Несмотря на широко восхваляемую музыку, некоторые критики посчитали, что литературная основа была слишком мрачной для музыкальной комедии, но все соглашались с тем, что Бартон был чудесен.
Пять лет спустя, ненадолго вернувшись в Нью-Йорк, Бартон сыграл на Бродвее главную роль в недолговечной комедии «Грех Пэта Малдуна» (1957).

## Карьера в кинематографе
После дебюта в роли второго плана в немой криминальной мелодраме «Почему женщины не выходят снова замуж» (1923) Бартон продолжил кинокарьеру только в 1929 году, сыграв вплоть до 1935 года в семи короткометражных музыкальных фильмах, которые не привлекли заметного внимания.

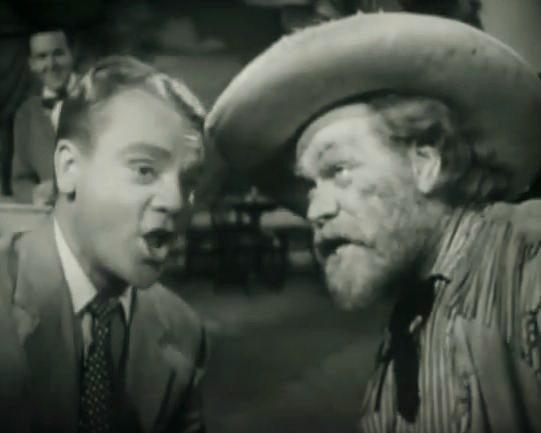
Джеймс Кэгни и Джеймс Бартон в фильме «Время твоей жизни» (1948)

В середине 1930-х годов Бартон сыграл главные роли в комедиях «Капитан Ураган» (1935) и «Его семейное древо» (1935), а также роли второго плана в комедиях «Девушка в укрытии» (1936) с Робертом Каммингсом и «Назад к природе» (1936), однако ему так и не удалось подняться на звёздный уровень в кино. В 1941 году Бартон сыграл роль второго плана в вестерне с Джоном Уэйном «Ковбой с холмов» (1941), после чего в его кинокарьере наступил семилетний перерыв.
В 1948 году вышла мелодрама с элементами комедии по пьесе Уильяма Сарояна «Время твоей жизни» (1948), в которой главные роли сыграли Джеймс Кэгни и Уильям Бендикс. Действие фильма происходит в одном из салунов Сан-Франциско, и вращается вокруг личных историй его многочисленных посетителей, одним из которых является персонаж Бартона, пожилой мужчина, одетый как ковбой, который называет себя «Кит Карсон». В том же году Бартон сыграл персонажа по имени «Дед» в вестерне «Жёлтое небо» (1948) со звёздным составом исполнителей, включавшем Грегори Пека, Энн Бакстер и Ричарда Уидмарка.

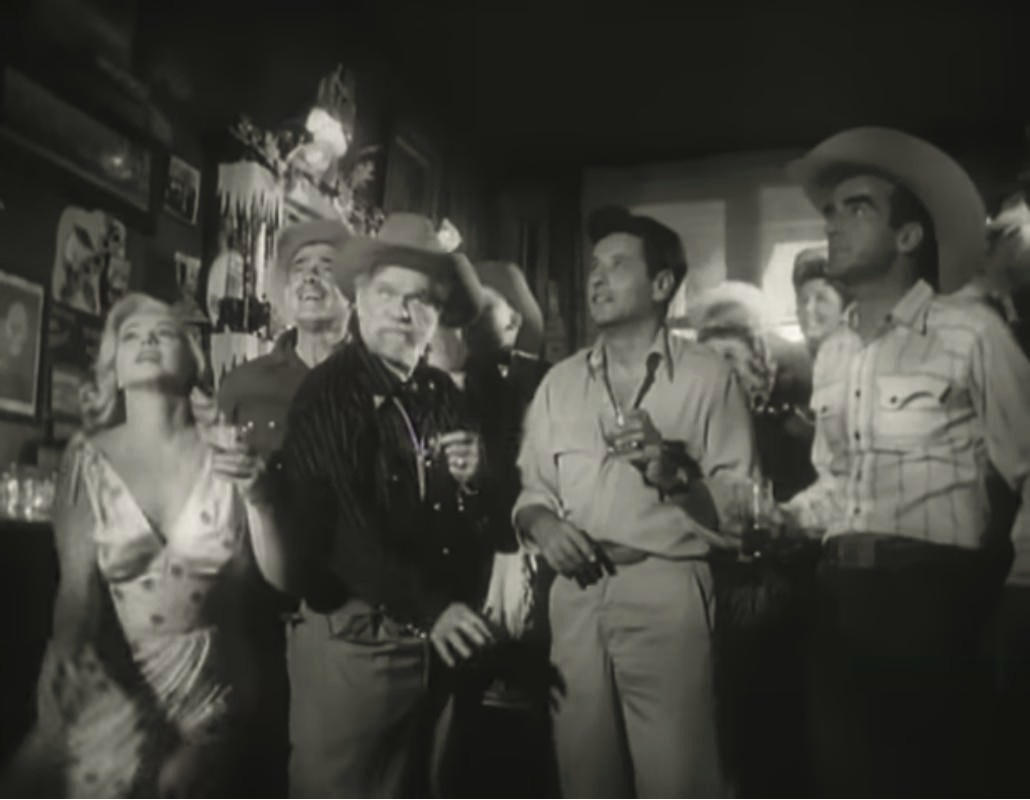
Кадр из фильма «Неприкаянные» (1961). Слева направо: Мерилин Монро, Кларк Гейбл, Джеймс Бартон, Илай Уоллах и Монтгомери Клифт

В начале 1950-х годов Бартон сыграл в музыкальных комедиях «Дочь Рози О’Грейди» (1950) с Джун Хэвер, «Уобаш авеню» (1950) с Бетти Грейбл и «Жених возвращается» (1951) с Бингом Кросби и Джейн Уаймен. Он также сыграл важную роль владельца отдалённой фермы в аризонской пустыне, который укрывает сбежавшего заключённого (Джон Айрленд), в фильме нуар «Шарф» (1951), а также предстал в образе владельца пансиона и отца главной героини (Митци Гейнор), которая стремится стать певицей, в музыкальном вестерне «Золотая девушка» (1951).
После пятилетнего перерыва Бартон, вернулся в кино, сыграв роли второго плана в вестернах «Обнажённые холмы» (1956) и «Куантес» (1957) с Фредом Макмюрреем). Его последней киноролью стал небольшой комический эпизод в вестерне по Артуру Миллеру «Неприкаянные» (1961) с участием Кларка Гейбла и Мерилин Монро.

## Карьера на телевидении

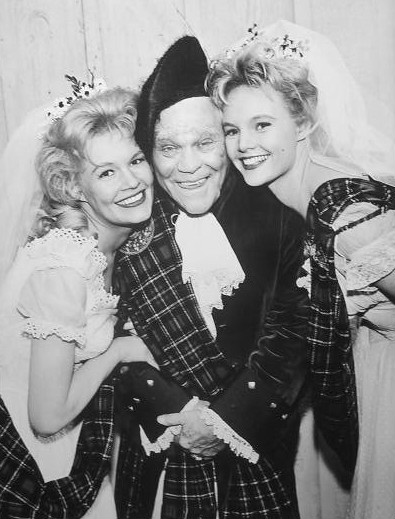
Нэн Питерсон, Джеймс Бартон и Джекки Расселл в телевизионном шоу «Приграничный цирк» (1962)

В начале 1950-х годов, после перерыва в работе, вызванного болезнью, Бартон стал много работать на телевидении, появившись в нескольких эпизодах сериалов «Видеотеатр „Люкс“» (1952—1956), «Телевизионный театр „Крафт“» (1954—1957) и «Обнажённый город» (1959—1961), а также в отдельных эпизодах других шоу. Он также сыграл в гостевые роли в таких сериалах, как «Первая студия» (1956), «Отель дю Пари» (1959), «Стрелок» (1959), «Письмо к Лоретте» (1960), «Приключения в раю» (1961) и «Приграничный цирк»(1962).

## Актёрское амплуа и оценка творчества
В начале карьеры Бартон сделал себе имя как актёр водевиля, эстрады и бурлеска, особенно, благодаря своим джазовым танцевальным номерам. На театральной сцене Бартон стал более всего известен в роли неразрывно связанного с землёй фермера Джитера Лестера в многолетней бродвейской постановке «Табачная дорога» (1934—1941).
В середине 1930-х годов Бартон сыграл главные роли в нескольких кинокомедиях, таких как «Капитан Ураган» (1935), однако попытка сделать из него звезду комедий для аудитории среднего возраста не имела успеха. В итоге в кино Бартон довольствовался главным образом ролями второго плана в музыкальных комедиях и вестернах. По мнению историка кино Хэла Эриксона, «самыми памятными киноработами Бартона стали персонаж, выдающий себя за Кита Карсона, в драме „Время твоей жизни“ (1947) и беспокойный отец Джун Хэвер и Дебби Рейнольдс в музыкальной комедии „Дочь Рози О’Грейди“ (1950)».

## Личная жизнь
Джеймс Бартон был женат дважды. С 1912 по 1933 год он был женат на Оттили Реджине Клейнерт (англ. Ottilie Regina Kleinert), брак закончился разводом. С 1933 года и вплоть до своей смерти в 1962 году он был женат на танцовщице варьете Кэтрин М. Маллин (англ. Kathryn M. Mullin), которая работала на сцене под именем Кэтрин Пенман (англ. Kathryn Penman).

## Смерть
Джеймс Бартон умер 19 февраля 1962 года в больнице «Нассау» в Минеоле, Лонг-Айленд, Нью-Йорк, США, от сердечного приступа, ему был 71 год.

## Фильмография
| Год         |     | Русское название                    | Оригинальное название                    | Роль                                            |
| ----------- | --- | ----------------------------------- | ---------------------------------------- | ----------------------------------------------- |
| 1923        | ф   | Почему женщины заново выходят замуж | Why Women Remarry                        | Дон Кромптон                                    |
| 1929        | кор | Это случилось с ним                 | It Happened to Him                       |                                                 |
| 1929        | кор | После Себен                         | After Seben                              |                                                 |
| 1929        | кор | Друзья есть друзья                  | Pals Is Pals                             |                                                 |
| 1929        | кор | Лунный свет                         | Moonshine                                |                                                 |
| 1930        | кор | Неудачник                           | The Under Dog                            | неудачливый эстрадный актёр                     |
| 1934        | кор | Паразит                             | The Pest                                 | Паразит                                         |
| 1935        | ф   | Капитан Ураган                      | Captain Hurricane                        | капитан Зенас Генри Брюстер                     |
| 1935        | ф   | Его семейное дерево                 | His Family Tree                          | Патрик «Босун» Мёрфи                            |
| 1935        | ф   | Хэллдорадо                          | Helldorado                               | полицейский на мотоцикле (в титрах не указан)   |
| 1936        | ф   | Девушка в укрытии                   | Hideaway Girl                            | полицейский на мотоцикле                        |
| 1936        | ф   | Назад к природе                     | Back to Nature                           | полицейский на мотоцикле (в титрах не указан)   |
| 1941        | ф   | Ковбой с холмов                     | The Shepherd of the Hills                | Старый Мэтт                                     |
| 1948        | ф   | Время твоей жизни                   | The Time of Your Life                    | Кит Карсон (ковбой, которого также зовут Мёрфи) |
| 1948        | ф   | Желтое небо                         | Yellow Sky                               | дедушка                                         |
| 1950        | ф   | Дочь Рози О’Грэйди                  | The Daughter of Rosie O'Grady            | Деннис О’Грэйди                                 |
| 1950        | ф   | Уобаш-авеню                         | Wabash Avenue                            | Харриган                                        |
| 1951        | ф   | Золотая девочка                     | Golden Girl                              | Джон Крэбтри                                    |
| 1951        | ф   | Жених возвращается                  | Here Comes the Groom                     | Уильям «Па» Джонс                               |
| 1951        | ф   | Шарф                                | The Scarf                                | Эзра Томпсон                                    |
| 1952—1956   | с   | Видеотеатр «Люкс»                   | Lux Video Theatre                        | разные роли (3 эпизода)                         |
| 1954        | с   | Телевизионный театр «Форда»         | The Ford Television Theatre              | Старик Крэндалл (1 эпизод)                      |
| 1954        | с   | Правосудие                          | Justice                                  | (1 эпизод)                                      |
| 1954 — 1957 | с   | Телевизионный театр «Крафта»        | Kraft Television Theatre                 | разные роли (6 эпизодов)                        |
| 1955        | с   | Театр Джейн Уаймен                  | Jane Wyman Presents The Fireside Theatre | разные роли (2 эпизода)                         |
| 1956        | ф   | Голые холмы                         | The Naked Hills                          | Джиммо МакКэнн                                  |
| 1956        | с   | Первая студия                       | Studio One                               | Джо Тинкер (1 эпизод)                           |
| 1956        | с   | Час «Кайзер Алюминиум»              | The Kaiser Aluminum Hour                 | шериф Адам Гриффит (1 эпизод)                   |
| 1957        | ф   | Куантес                             | Quantez                                  | министрель                                      |
| 1958        | с   | Театр 90                            | Playhouse 90                             | Кит Карсон (1 эпизод)                           |
| 1959— 1961  | с   | Обнажённый город                    | Naked City                               | разные роли (3 эпизода)                         |
| 1959        | с   | Стрелок                             | The Rifleman                             | Мэтт «Поп» Симмонс (1 эпизод)                   |
| 1959        | с   | Отель де Пари                       | Hotel de Paree                           | Калли Джексон (1 эпизод)                        |
| 1960        | с   | Письмо к Лоретте                    | Letter to Loretta                        | Эрни Клевенгер (1 эпизод)                       |
| 1961        | ф   | Неприкаянные                        | The Misfits                              | дедушка Флетчера                                |
| 1961        | с   | Приключения в раю                   | Adventures in Paradise                   | Рокки (1 эпизод)                                |
| 1961        | с   | Американцы                          | The Americans                            | Старый Гудвин (1 эпизод)                        |
| 1962        | с   | Премьера «Алкоа»                    | Alcoa Premiere                           | Хоббс (1 эпизод)                                |
| 1962        | с   | Приграничный цирк                   | Frontier Circus                          | Ангус Макдафф(1 эпизод)                         |